# Castel San Giovanni
Castel San Giovanni é uma comuna italiana da região da Emília-Romanha, província de Placência, com cerca de 11.908 habitantes. Estende-se por uma área de 44 km², tendo uma densidade populacional de 271 hab/km². Faz fronteira com Arena Po (PV), Borgonovo Val Tidone, Bosnasco (PV), Pieve Porto Morone (PV), Rovescala (PV), San Damiano al Colle (PV), Sarmato, Ziano Piacentino.

## Demografia
| Variação demográfica do município entre 1861 e 2011                               |
|                                                                                   |
| Fonte: Istituto Nazionale di Statistica (ISTAT) - Elaboração gráfica da Wikipedia |